# Chad Muska

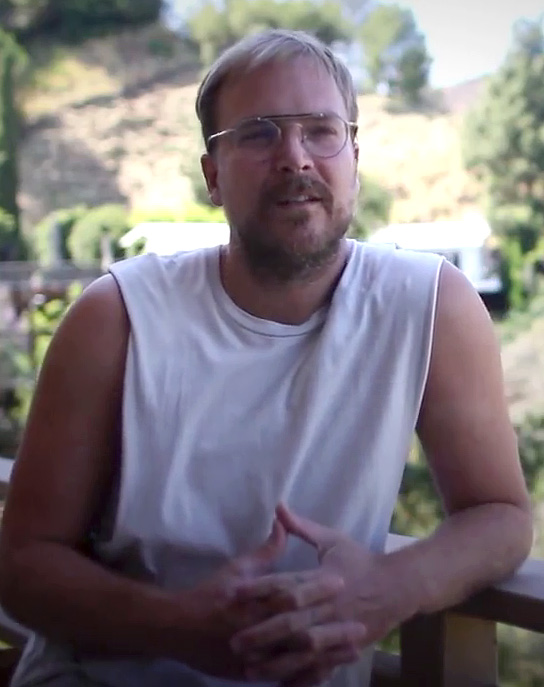
Chad Muska, 2017

Chad Muska (* 20. Mai 1977 in Lorain, Ohio) ist ein US-amerikanischer Skateboarder, Designer und Unternehmer, sowie DJ und Hip-Hop-Produzent. Neben seiner Sportkarriere betrieb er im Laufe der Jahre das Label C1RCA und die Firma Ghetto Child.

## Leben

### Skateboarding
Mitte der Neunzigerjahre war Chad Muska obdachlos und lebte am Strand von San Diego, bevor er von Ed Templeton entdeckt und ins Skateboard-Team von Toy Machine geholt wurde, wo seine Profikarriere begann. Wenig später wechselte er zum Label Shorty’s, unter dessen Sponsoring er sich in der US-amerikanischen Streetskateboarding-Szene als Gewinner zahlreicher Wettkämpfe und mit Auftritten in Skate-Videos wie Fullfill the Dream, Anthology oder How to go Pro etablieren konnte. Bei Shorty’s erschien auch seine eigene Designer-Kollektion an Skateboard-Decks. Muska taucht als Charakter und Spielfigur in den Spielen der Reihe Tony Hawk’s auf und sein Markenzeichen war stets ein Ghettoblaster, den er bei öffentlichen Auftritten mit sich trug.
Parallel zu seiner aktiven Tätigkeit als Streetskateboarder war Muska auch maßgeblich am Auf- und Ausbau des Shorty’s-Skateteams beteiligt und betrieb zusammen mit seinem Kollegen Tom Penny die Firma Ghetto Child. 1999 gründete er C1RCA als Möglichkeit für den Vertrieb eigener Schuhmodelle und Skateboards. 2006 trennten sich Shorty’s und Muska, der Skateboarder war daraufhin bis 2016 Teammitglied bei Element Skateboards. Weitere seiner szeneinternen Sponsoren waren Etnies, Supra Footwear und Mob Griptape. 2023 gingen Shorty’s und Muska wieder eine Kooperation ein.

### Muska als Musiker
Muska ist als DJ in Hollywood unterwegs und richtete sich zu Beginn des 21. Jahrhunderts in San Diego ein eigenes Musikstudio ein. Seither arbeitet Muska mit dem Label Muska Beatz als Komponist und Produzent in der Rap-Szene und veröffentlichte im Jahr 2002 sein erstes Album mit Gastbeiträgen bekannter Künstler wie Ice-T, Mobb Deep, MC Lyte, U-God, Raekwon, Jeru the Damaja und Guru. Einige der Lieder flossen in diesem Jahr auch in den Soundtrack des Spiels Tony Hawk’s Pro Skater 4 ein, in dem Muska als Figur erscheint. Neben dem Ghettoblaster wurden der Sampler und das Keyboard zu seinen Markenzeichen.
Für Muska gehören Skateboarding und Musik zur selben kulturellen Welt.

### Öffentliche Kontroversen
Im Jahr 2006 kam es in einem Nachtclub in Hollywood, in welchem Muska als DJ Musik auflegte, zu einer tätlichen Auseinandersetzung mit dem Schauspieler Kevin Connolly. Auslöser soll eine abfällige Bemerkung Muskas über dessen Freundin Nicky Hilton gewesen sein. Mit deren Schwester Paris war Muska wiederum diversen Boulevard-Medien zufolge mehrfach liiert.
Fünf Jahre später wurde Muska in Hollywood wegen des Sprayens von Graffiti mit einer Kaution von 20.000 US-Dollar festgenommen.

## Sonstiges
Chad Muska hatte Gastauftritte in diversen Musikvideos, darunter Rock Star von N.E.R.D, Bossy von Kelis und The World's Gone Mad von Handsome Boy Modeling School. Im Jahr 2005 spielte er in einer Episode der US-Fernsehserie Entourage einen Surfer.